# 高葆光
高葆光，晚清将领。福建连江县晓澳镇百胜村人。
光绪十五年（1889年）己丑科三甲武进士。授御前蓝翎侍卫。后出任广东和平都司。